# Jean Rousseau (homme politique, 1738-1813)
 (décembre 2014).
Pour les articles homonymes, voir Jean Rousseau et Rousseau.
Jean Rousseau, né le 12 mars 1738 à Witry-lès-Reims et mort le 7 septembre 1813 à Châtillon, est un homme politique français.

## Biographie

### Premières années
Jean Rousseau naît à Witry-lès-Reims dans la Marne le 12 mars 1738. C'est le fils de Jacques Rousseau et Simone Ossonce. Jacques Rousseau est laboureur à Witry, et Jean ne semble vouloir suivre le destin de son père. Il rentre au collège des Bons Enfants de Reims, rue de l'Université, où l'on dispense un enseignement secondaire et supérieur très complet. À 18 ans, il part donc à Paris à l'Oratoire. Il entre à Paris le 4 mai. De 1758 à 1760, il est professeur de philosophie à Montmorency, puis de 1760 à 1764, au collège de Juilly, il est préfet de chambre commune et suppléant de pension.
Porté sur l'enseignement, il devient professeur de mathématiques au collège des Oratoriens de Nantes, puis devient le tuteur privé des enfants du duc d'Aiguillon, qui lui confie également le soin de ses propriétés en Dauphiné.
Il rentre à Paris, mais la date nous est inconnue. Dans de nombreuses biographies, Jean Rousseau semble se diriger vers l’écriture, il semble avoir travaillé pour Jean le Rond d'Alembert, mais actuellement les recherches ont été infructueuses sur ce point.
Jean Rousseau semble avoir écrit plusieurs textes : Ode à M. le Duc d’Aiguillon sur la Bienfaisance, Ode sur le fondation des Empires et Ode au roi du Danemark. Mais ces textes ne sont pas retrouvés. Jean est rédacteur avec Panckoucke et Dusson du journal Politique, fondé par un certain Lingot.

### Entrée en politique
En 1789, on trouve dans les cahiers des États généraux de 1789, bailliage de Reims, le nom des cent soixante-dix députés de la campagne. Parmi eux, Jean Rousseau de Witry et Benoît Boileau sont tous deux de Witry. Il semble que Jean Rousseau a écrit Discours préliminaire du résumé général ou extrait des cahiers de Doléances, mais ce discours n’est pas retrouvé dans les archives parlementaires.
En 1790, Jean semble avoir été électeur, il le rappelle dans un discours à l’assemblée générale de la section de la fontaine de Grenelle : « vous m’avez nommé électeur en 1790, en 1791 et en 1792. » De plus, dans ce même discours, il dit avoir été nommé membre de la Commune du 10 août 1792. Toujours dans les archives parlementaires du 10 août 1790, nous avons la confirmation de ses dires.
Le 13 janvier 1793, Jean est nommé administrateur du département, mais il refuse le poste, et n'est pas remplacé. Cette année 1793 est sombre. Dans la biographie de P. Foillot, il est dit que Jean Rousseau propose un décret sur le Colportage des Journaux.

### Condamné à mort en1794, puis libéré
Il est arrêté en septembre et passe onze mois en prison, il semblait vouloir se battre contre la tyrannie et la terreur mise en place par Robespierre. Il est libéré par la chute de celui-ci le 27 juillet 1794.

### De nouveau député
Sieyes et Chénier étaient les premiers maillons d’un futur décret qui obligea Merlin de Douai à produire le 20 Ventôse an III un décret qui permit aux députés à reprendre leur place. Il fut voté par une très grande majorité. Dans sa biographie, il est cependant noté : « le 9 ventôse an III (27 février 1795). Jean parut peu, mais il semble que ces nouveaux députés qui venaient de différents horizons se sont réunis, et ont formé avec d’autres députés une imposante majorité pour lutter contre l’odieux régime de la Terreur ».
Le 1er avril 1795, les habitants se portent en tumulte sur la Convention. Entrés dans la convention, les Thermidoriens, avec une majorité de militaires, font évacuer la salle des séances, 17 députés sont arrêtés tels que Pache, ex-ministre de la guerre, le limonadier Raisson et l’ex-général Rossignol. Toutefois, Jean Rousseau s’oppose à la libération de Rossignol qui est demandée par Legrendre. Le 20 mai 1795, le Faubourg Saint-Antoine s’enflamme, plus de 30 000 hommes marchent vers la Convention, tout à coup l’une des portes de la salle est enfoncée avec fracas, des flots d’hommes et de femmes entrent. Une lutte parricide s’engage au sein même de la représentation nationale… Dans les jours qui suivent, une « reconquête des quartiers « est confiée sous la direction du général Menou à 20 000 militaires et gardes nationaux … après onze mois d’emprisonnement, quelques mois à retrouver sa place à la Convention, et les deux insurrections Jean Rousseau était toujours là.
Il passe après la session conventionnelle, au Conseil des anciens le 4 brumaire an IV (26 octobre 1795), Jean s’y occupe des finances et fut l’un des commissaires pour la surveillance de la comptabilité nationale. Nous avons d’ailleurs un texte à la BNF sur un projet de finance du 3 messidor de l’an III au sujet du retrait des assignats.
Il est nommé secrétaire de l’assemblée le 21 novembre 1796, il combat les élections de Saint-Domingue comme inconstitutionnelles, les fait annuler, et appuie, le 27 novembre 1797, la résolution contre les ci-devant nobles et les anoblis, comme nécessaires à la sûreté de l’État.
Il sort du conseil en mai 1798, il y est réélu presque aussitôt (21 germinal an VI), par le département de la Seine, ou plutôt par la partie de l’assemblée électorale de Paris séant à l’Institut.
À cette époque, il publie un article dans Le Moniteur le 30 Germinal an VI où il prétend démontrer, d’après des papiers trouvés chez Durand de Maillanne, l’intelligence qui avait existé en 1793 entre les chefs de l’émigration à Coblence et les membres du tribunal révolutionnaire de Paris.

### Soutien de Bonaparte
Jean, qui était républicain, se prononce pour le coup d'État du 18 brumaire, et il redevable de Sieyès qui lui avait permis de reprendre sa place dans l’assemblée. C’est l’un des derniers actes de la Révolution. C’est Emmanuel Joseph Sieyès qui souhaite renverser la constitution de l’an III, il va devoir imaginer avec la complicité du Conseil des Anciens et de Jean. Les députés vont se déplacer des Tuileries à Saint-Cloud et ainsi permettre le coup d’État. Les députés prêtent serment à la nouvelle constitution et Napoléon Bonaparte est nommé premier consul. Jean sera membre de la commission intermédiaire composée de onze membres, chargé de présenter la nouvelle constitution ; Pierre Daunou, qui est lui aussi un ancien Oratorien et a été sans doute emprisonné en même temps que Jean Rousseau et pour les mêmes raisons, fait partie de cette commission. Celle-ci se charge d’établir la nouvelle convention.
Dans une réunion du 2 nivôse, aux termes de l’article 24 de la constitution, Siéyès, Ducos, Lebrun et Cambares déclarent soixante membres du Sénat conservateur dont Jean Rousseau. La liste des soixante noms est d’ailleurs dans les archives parlementaires du 5 nivôse an VIII.
Aussitôt, le Sénat est formé, on se hâte de former le Tribunat et les trois cents membres du Corps Législatif. Jean se retrouve en bonne place, il devait être lié avec Sieyès qui permit sa libération après le 9 thermidor et nous savons que Roger-Ducos était son ami, c’est lui qui lira son discours d’entrée au Panthéon. Nous retrouvons d’ailleurs la liste des citoyens qui ont provoqué ou favorisé l’événement du 18 brumaire, Sieyès et Roger-Ducos dans les premiers de la liste suivis de Rousseau du Conseil des anciens. Le premier Sénat Conservateur accueille d’anciens membres des assemblées révolutionnaires, comme Joseph Fouché, Gaspard Monge, Lagrange, Berthollet, et de nouveau Jean Rousseau, qui est élu au sénat conservateur le 24 décembre 1799, le même jour que G. Monge.
Le 25 floréal an X, le projet de la Légion d’honneur est présenté par le conseiller d’État Roederer. Napoléon voulait par cette gratification donner aux civils un équivalent aux médailles et aux batailles des militaires. Le 2 octobre 1803, Jean Rousseau devint commandeur de la Légion d’honneur, on trouve une liste des nommés et là encore le comte Jean Rousseau s’y trouve, il habite d’ailleurs no 20, rue du Regard à Paris.

### Sous l'Empire
Jean Rousseau est nommé le 26 avril 1808 comte d’Empire. Le titre de comte était donné automatiquement pour les ministres, les sénateurs, les conseillers d’État, présidents de la chambre législative et les archevêques (décret du 1er mars 1808) ; il y a eu 2 200 titres dont 251 comtes. Le titre de comte représentait une richesse avec un minimum de 30 000 francs annuel (62 000 euros).

### Décès en 1813
Il meurt le 7 septembre 1813 à Châtillon. L'acte de décès semble prouver cette date, c'est son cousin Pierre Eloi Rousseau qui déclare son décès le 8 à la commune de Chatillon, Jean Rousseau avait dans cette commune une maison de campagne, le chirurgien Jean Baptiste Robert Boudin déclare que sa mort fait suite à une longue paralysie (le tableau trouvé dans le grand escalier de la chambre de commerce de la Marne signale déjà cette paralysie),.
Il sera inhumé au Panthéon la même année dans le caveau II, non loin de Gaspard Monge caveau VII.

## Sources
(mai 2010).
- Notice biographique au Panthéon de Paris.
- Dictionnaire des Parlementaires
- Généalogie de Jean ROUSSEAU
- Archives de l'oratoire de France
- Archives départementales de la Marne

Pour approfondir
- « Rousseau (Jean, comte) », dans Adolphe Robert et Gaston Cougny, Dictionnaire des parlementaires français, Edgar Bourloton, 1889-1891 [détail de l’édition] [texte sur Sycomore] ;